# ルイ・ブラン駅
ルイ・ブラン駅 (仏： Louis Blanc)は、フランス・パリの10区にあるメトロ (地下鉄) の駅。7号線と7bis線を利用することができる。

## 概要
ルイ・ブラン駅は、パリの地下鉄メトロの駅。7号線と7bis線が利用可能である。パリ北東部に位置し、パリ北駅 (ガール・デュ・ノール) やパリ東駅 (ガール・ド・レスト) に近い。また、7bis線の西の起点となっている。
1910年11月23日、7号線の駅として開業した。1967年、7bis線の誕生に伴い、そのターミナル駅となった。駅名は、フランスの政治家で社会主義者であったルイ・ブランにちなんで名付けられた。

## 利用可能な鉄道路線
- メトロ
  - 7号線
  - 7bis線

## 駅周辺
- サン・マルタン運河
- フランス国立開発研究所 (IRD)

## 隣の駅
パリメトロ
■7号線
スターリングラード駅 （Stalingrad） - ルイ・ブラン駅 - シャトー＝ランドン駅 （Château-Landon）
■7bis線
ルイ・ブラン駅 - ジョレス駅 (Jaurès)